# Podsineje
Podsineje (russisch Подси́нее) ist ein Dorf (selo) in der Republik Chakassien (Russland) mit 3549 Einwohnern (Stand 14. Oktober 2010).

## Geographie
Der Ort liegt knapp 10 km Luftlinie südöstlich der Republikhauptstadt Abakan, auf halbem Weg in die bereits zur benachbarten Region Krasnojarsk gehörige Stadt Minussinsk. Er befindet sich am linken Ufer der Jenissei, der dort die Republikgrenze markiert.
Podsineje gehört zum Rajon Altaiski und ist von dessen Verwaltungssitz Bely Jar etwa 13 km in nordöstlicher Richtung entfernt. Es ist Sitz und einzige Ortschaft der Landgemeinde Podsinskoje selskoje posselenije.

## Geschichte
Das Dorf wurde 1866 gegründet. Es wuchs insbesondere, nachdem in den 1960er-Jahren die Südsibirische Eisenbahn Nowokusnezk – Abakan – Taischet vorbeigeführt worden war, sowie ab den 1990er-Jahren als Wohnvorort der nahen Republikhauptstadt.

### Bevölkerungsentwicklung
| Jahr | Einwohner |
| ---- | --------- |
| 2002 | 3297      |
| 2010 | 3549      |

Anmerkung: Volkszählungsdaten

## Verkehr

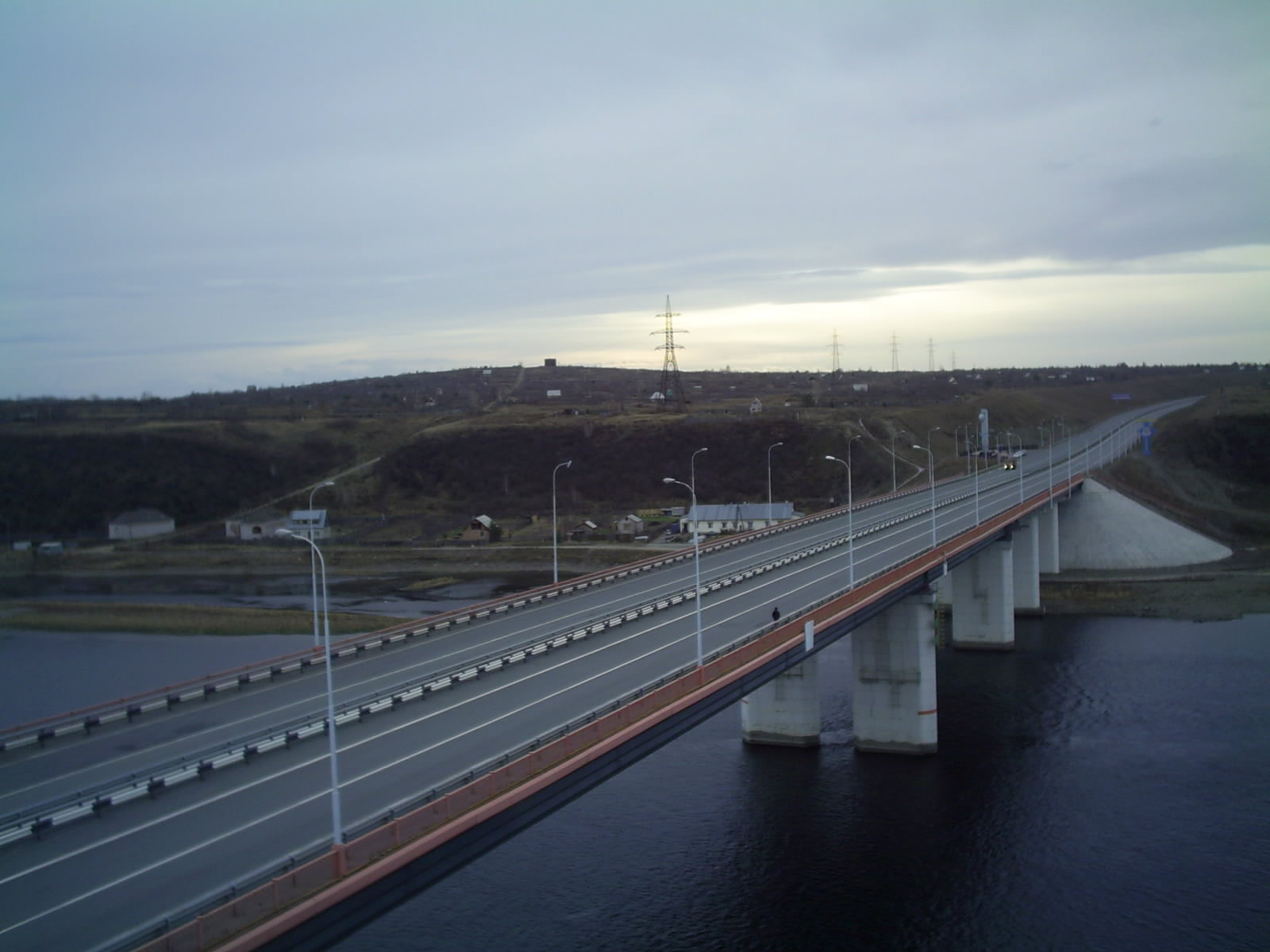
Jenissei-Brücke der M54 oberhalb von Podsineje

Podsineje liegt an der auf diesem Abschnitt 1965 eröffneten Eisenbahnstrecke Nowokusnezk – Taischet (Station Podsini; Streckenkilometer 394), von der dort eine Güteranschlussstrecke zum Steinkohletagebau Isychski bei Bely Jar abzweigt. Durch den Ort führt die Straße von Abakan nach Minussinsk, die beim Dorf zusammen mit der Bahnstrecke auf einer kombinierten Eisenbahn-Straßen-Brücke den Jenissei überquert.
Die dort autobahnähnlich ausgebaute neue Trasse der Fernstraße M54 von Krasnojarsk nach Kysyl, der Hauptstadt der Republik Tuwa, und zur mongolischen Grenze umgeht Podsineje südlich und kreuzt den Jenissei auf einer neuen, zwischen 1999 und 2003 errichteten Brücke. Die Regionalstraße R141, die Abakan mit der jenisseiaufwärts gelegenen Stadt Sajanogorsk und der Siedlung Tscherjomuschki am Sajano-Schuschensker Stausee verbindet, zweigt am Nordrand des Dorfes ab.